# 夏洛特·罗林
夏洛特·罗林（瑞典語：Charlotte Rohlin，1980年12月2日—），瑞典女子足球运动员。她曾代表瑞典参加2007年、2011年和2015年国际足联女子世界杯。她也曾参加2008年夏季奥林匹克运动会。